# Stadstaat
Een stadstaat is een staat bestaande uit een enkele stad en het achterland daarvan (met daarin eventueel nog wat kleinere nederzettingen).
In het begin van de geschiedenis waren dit de eerste politieke eenheden. Gewoonlijk begon het met een dorpje of nederzetting dat op een gunstige plaats lag wat betreft handel en transport. Dit was bijna altijd aan een kruispunt van handelswegen en rivieren.
Door deze goede geografische positie groeide de nederzetting en werd ze ook rijker. Door deze groei kwam er ook behoefte aan een betere organisatie om de dagelijkse gang van zaken in goede banen te leiden en om de verdediging te organiseren. Dit laatste werd nodig omdat de groeiende welvaart ook dieven en rovers aantrok.

## Oudheid
In het begin nam meestal de religieuze elite deze taak op zich, in samenwerking met de rijkste families die natuurlijk ook het meeste belang bij een goede organisatie hadden. Dit groeide uit tot de klasse van de aristocratie die meestal de touwtjes in handen hield. Allengs groeide de invloed van de goed georganiseerde stad totdat ze soms ver in de omtrek haar macht en wetten kon laten gelden. En soms ging het zelfs zo goed dat ze andere steden ook ging beheersen en integreren in haar invloedssfeer. Dit was het begin van de eerste 'echte' staten.
Voor voorbeelden zie de geschiedenis van Sumerië, de Etrusken, Rome, Griekenland, Egypte en de Indusbeschaving.
De ongeveer vijf miljoen Grieken van ca. 400 voor Chr. (waarvan de helft buiten het huidige Griekenland woonde) waren verdeeld over ongeveer 300 poleis. De meesten daarvan hadden een oppervlakte van enkele honderden km² en ongeveer 10.000 inwoners. Sommige stadstaten zoals Athene en Sparta waren veel groter, maar in dat geval woonde een groot deel van de burgers of onderdanen in dorpen die op meer dan een dagreis van de centrale stad lagen, waardoor deze staten eigenlijk geen typische stadstaten meer waren.

## Middeleeuwen
In de middeleeuwen waren stadstaten weer belangrijk. Door het feodalisme stelde de centrale overheid niet veel meer voor en konden steden langzamerhand grote zelfstandigheid verwerven totdat ze feitelijk onafhankelijk waren.
De machtigste en rijkste stadstaten lagen in Italië en in Vlaanderen. Bekende voorbeelden:
- Genua
- Florence
- Venetië
- Gent
- Brugge
- Harelbeke
- Kortrijk

## Vrijsteden
Vrijsteden waren steden, soms op omstreden strategisch gelegen gebied gelegen of bevolkt door een gemengde bevolking, die op grond van een verdrag tussen de omringende staten of van een internationale organisatie een autonome status hadden of bestuurd werden door een mandaatsregering en een toevluchtsoord mochten zijn voor door grensverschuivingen stateloos geworden personen. Voorbeelden zijn:
- Tanger tussen 1923 en 1956
- Danzig tussen 1919 en 1939
- Triëst tussen 1919 en 1941 en in 1946
- Vrijstaat Fiume tussen 1920 en 1929

## Moderne tijd
Er zijn nog steeds enkele stadstaten, zoals:
- Monaco
- Singapore
- Vaticaanstad

## Afhankelijke stadstaten
- Berlijn, Hamburg en de vrije Hanzestad Bremen zijn de drie deelstaten van Duitsland die ook stadstaten zijn
- Ceuta van Spanje
- Gibraltar van het Verenigd Koninkrijk
- Hongkong van China
- Macau van China
- Melilla van Spanje